# Éétion (Cilicie)
Pour les articles homonymes, voir Éétion.
Dans la mythologie grecque, Éétion (en grec ancien Ἠετίων / Êetíôn) est roi de Cilicie de Troade pendant la guerre de Troie, père notamment d'Andromaque.

## Mythe
Au chant VI de l’Iliade, Andromaque raconte comment son père est tué par Achille, avec ses sept fils, lors d'un raid du héros sur Thèbe sous le Placos. Achille lui rend ensuite les honneurs funèbres, le brûle avec ses armes et lui élève un tombeau. Il emporte aussi la femme d'Éétion comme captive, avant de l'affranchir contre rançon.
Au chant XVII cependant, Homère parle de Podès, fils d'Éétion, tué par Ménélas, ce qui laisse supposer qu'Éétion n'avait pas sept mais huit fils.
L’Iliade mentionne en outre plusieurs objets précieux issus du butin d'Éétion pris par Achille :
- un « disque de fer brut que lançait autrefois la force immense d'Êétiôn[5] ». Ce disque (σόλον αὐτοχόωνον / sólon autokhóônon, en fait plutôt une « masse de fer »[6]) est offert par Achille en récompense du concours de lancer lors des jeux funéraires de Patrocle. Il est remporté par Polypœtès.
- une « cithare aux doux sons, belle, artistement faite et surmontée d'un joug d'argent[7] ». Il s'agit d'un phormynx (φόρμιγξ / phórmigx), sur lequel Achille joue dans sa tente lors de l'arrivée de l'ambassade de Phénix et d'Ulysse.
- l'« irréprochable Pèdasos » qui, « bien que mortel, suivait les chevaux immortels[8] ». Ce cheval, qu'Automédon ajoute au char de combat d'Achille, est ensuite tué par Sarpédon[9].

À ces objets il faut ajouter la « belle coupe en or, que jadis possédait Éétion », citée par Quintus de Smyrne. Il s'agit peut-être d'une déformation du σόλον αὐτοχόωνον iliadique, puisque cette coupe est remportée par Ménélas lors de la course de chars des jeux funéraires de Patrocle.

## Hommage
L'astéroïde (6002) Eetion, découvert en 1988, est nommé en son honneur.